# Demi Korevaar
Demi Korevaar, född 9 augusti 2000, är en nederländsk volleybollspelare (center). Hon spelar (2021) för Schwarz-Weiss Erfurt och seniorlandslaget. Tidigare har hon spelat för USC Münster, Sliedrecht Sport och Talent Team Papendal Arnhem.